# Hotel Excelsior (Mariánské Lázně)
Hotel Excelsior je čtyřhvězdičkový hotel nacházející se v centru Mariánských Lázní. Hotel Excelsior v současné podobě vznikl kolem roku 1971 spojením dvou sousedících domů, historických budov Schloss Miramare (později Garibaldi) a Hotel Rauscher (později Casablanca), které stejně jako většina budov v lázeňské čtvrti byly zbudovány na přelomu 19. a 20. století jako penziony, hotely, či zájezdní hostince. Tomu odpovídá architektonický styl: klasicismus s prvky secese. 
Až na z architektonického hlediska poněkud nešťastný spojovací krček si obě budovy zachovaly původní ráz a jsou jednou z dominant Hlavní třídy, v bezprostřední blízkosti Nových Lázní a hlavní kolonády. 
K hotelu patří také Churchill's Pub & Restaurant, kde se každý měsíc koná setkání W.I.P. clubu, prvního klubu svého druhu v České republice, jenž se věnuje rozšiřování znalosti gastronomie a nápojů. Hotel Excelsior je členem Sdružení podnikatelů v pohostinství a cestovního ruchu (HO.RE.KA ČR) a Asociace Hotelů a Restaurací České republiky. V rozmezí let 2000–2003 byl Hotel Excelsior oceněn v soutěži „českých 100 nejlepších“ a od roku 2005 je držitelem certifikace Standardizace kvality ČSN EN ISO 9001: 2001.

## Schloss Miramare/Garibaldi
Dům čp. 121 (pravá část stávajícího objektu) byl postaven jako obytný dům na přelomu 50. a 60. let 19. století a jeho majitelem byl Josef Gatscha, který jej na konci 19. století prodal již jako penzion Abrahamovi Gutwilligovi. V té době již byl tento dům – penzion znám pod jménem Schloss Miramare. Začátkem 20. století jej koupil Bedřich Buxbaum, představitel židovské náboženské obce a později (do r. 1938) 1. místostarosta Mariánských Lázní. Součástí domu byly dva kloboučnické krámy v parteru. Prvními lázeňskými hosty byli dle dochovaných Kurlistů v městském muzeu již v květnu 1874 většinou berlínští židovští obchodníci. Nebyli však výjimkou hosté z Ameriky, Austrálie či Afriky, stejně jako evropská šlechta či členové panovnických rodů. V roce 1875 zde byl ubytován po dobu 5 týdnů princ Hassan, paša z Káhiry. K návštěvám z nejvybranějších patřila mj. Jeho výsost Bernard, korunní princ Saska-Meiningen s chotí v roce 1878. V roce 1910 zde byl ubytován ruský spisovatel Lev Nikolajevič Tolstoj. Rozkvět domu stejně jako život v lázních vážně poznamenaly obě světové války. Po roce 1945 ztratil dům charakter penzionu a stal se opět nájemním domem s redukovaným označením Miramare. Další epizodou bylo údobí 1948–1962, kdy se stal majetkem odborů a byl označen názvem Garibaldi.

## Hotel Rauscher/Excelsior
Dům čp. 140 (levá část) byl původně přízemní budovou, v 60. letech 19. století jej zakoupili manželé Rauscherovi za účelem provozování pohostinské živnosti. Původní název Kaiserhaus byl za čas změněn na Kaiserhof, ale to již byla k původní budově přistavěna dvě patra, aby vzápětí nesl dům označení Hotel Rauscher, který byl ve 20. letech 20. století dobudován do dnešní podoby. Rodina Huga Rauschera byla jeho majitelem až do roku 1945. I tento hotel byl vyhledávaným letoviskem zámožných hostí, nikdy však nedosáhl významu vedlejšího objektu Miramare. Po roce 1945 přešel dům do státní správy, byl nejprve přejmenován na Casablancu a později fungoval jako hotel kategorie B se 70 lůžky – to se již jmenoval Excelsior.

## Hotel Excelsior
Ke zlomu došlo v 70. letech, kdy přešly oba domy do majetku státní hotelové organizace, která přistoupila ke spojení objektů Garibaldi a Excelsior do komplexu Excelsior. Od roku 1992, kdy byl hotel privatizován, se stal majetkem akciové společnosti Excelsior. Ta jej nákladnou investicí za výrazného přispění společnosti CIMEX, Ltd. rekonstruovala a v dubnu 1993 uvedla znovu do provozu. V roce 2001 se Hotel Excelsior na základě franšízingové smlouvy stal členem sdružení hotelů Orea hotels, jenž sdružuje 31 hotelů po celé České republice. V roce 2014 se Hotel Excelsior stal součástí hotelového řetězce GALA HOTELS.